# Cada cop que respires
Cada cop que respires (títol original en anglès, Every Breath You Take) és una pel·lícula de thriller psicològic del 2021 dirigida per Vaughn Stein i escrita per David Murray. És protagonitzada per Casey Affleck, Michelle Monaghan, Sam Claflin i Veronica Ferres. El guió se centra en un psiquiatre la vida del qual es veu interrompuda després de presentar el germà d'un client a la seva família després de la mort del client. Es va estrenar el 2 d'abril de 2021 a càrrec de Vertical Entertainment. S'ha doblat i subtitulat al català.